# The West~Bound Limited
The West-Bound Limited è un film del 1923, diretto da Emory Johnson, con Ralph Lewis. 

## Trama
Esther, figlia di Bernard Miller, magnate delle ferrovie, rimane intrappolata col suo cavallo lungo la strada ferrata proprio mentre sta arrivando un treno. Viene tratta in salvo dalla collaborazione del macchinista del treno, Johnny Buckley, e del figlio Bill, addetto alla cabina di controllo della piccola stazione.
Esther ricompensa Bill donandole il suo cavallo, e più tardi lo stesso Bernard Miller manifesta la sua gratitudine per la famiglia Buckley facendole dono di una nuova casa, nella prossimità della linea ferroviaria, dove essi abitano insieme al giovane Henry, un ragazzo di buon cuore e dai natali incerti, apparentemente orfano.
Fra Esther e Bill nasce un'attrazione reciproca, malvista da Lawrence Wilton, consigliere di Miller, anch'egli dal passato poco chiaro, che ha delle mire sulla ragazza, e che innalza pretesti di differenza sociale per impedire l'affiatamento della giovane coppia. 
Wilton è ricattato da un certo Collins, al quale egli procura dei lavori alla ferrovia per quanto Collins si dimostri poco adatto. Un giorno, durante un'assenza prolungata di Bernard Miller e della moglie, Wilton cerca di approfittare di Esther, che, dopo essere stata di nuovo tratta d'impaccio da Bill, si rifugia presso i Buckley.
Wilton non trova altra via d'uscita che progettare un attentato al treno condotto da Johnny, sul quale Bernard e signora stanno facendo ritorno. Con la complicità di Collins, egli manomette i segnali ferroviari, in modo da poter produrre una collusione fra treni. Mentre l'incidente viene sventato da Bill, Wilton, che si è introdotto minacciosamente a casa dei Buckley viene messo in condizione di non nuocere da Henry, che gli spara.